# Петров, Евгений Николаевич (следж-хоккеист)
Евге́ний Никола́евич Петро́в (родился 19 февраля 1990 года в Ижевске, Удмуртская АССР, СССР) — российский следж-хоккеист. Нападающий сборной России по следж-хоккею. Серебряный призёр Паралимпийских игр 2014 в Сочи, на которых поделил второе место в списке лучших бомбардиров с канадским форвардом Энтони Гейлом. Бронзовый призёр чемпионата мира по следж-хоккею 2013 года, участник первенства Европы 2011 года. Серебряный призёр первенств России 2009, 2011 и 2012, чемпион страны 2010 и 2014 годов, лучший защитник первенства России 2012. Заслуженный мастер спорта России. 

С 2009 года выступает за ижевский клуб «Удмуртия».

## Награды
- Медаль ордена «За заслуги перед Отечеством» I степени (17 марта 2014 года) — за большой вклад в развитие физической культуры и спорта, высокие спортивные достижения на XI Паралимпийских зимних играх 2014 года в городе Сочи.[6]